# Niall Killoran
Niall Killoran (japanisch キローラン 菜入 Killoran Niall; * 7. April 1992 in Tokio, Präfektur Tokio) ist ein ehemaliger japanischer Fußballspieler.

## Karriere
Niall Killoran erlernte das Fußballspielen in der Jugendmannschaft von Tokyo Verdy. Seinen ersten Vertrag unterschrieb er 2011 bei Tokyo Verdy. Der Verein spielte in der zweithöchsten Liga des Landes, der J2 League. 2012 wurde er an den Ligakonkurrenten Giravanz Kitakyushu ausgeliehen. 2013 kehrte er zu Tokyo Verdy zurück. Für den Verein absolvierte er sechs Ligaspiele. 2015 wechselte er zum Erstligisten Matsumoto Yamaga FC. Am Ende der Saison 2015 stieg der Verein in die J2 League ab. 2017 wechselte er zum Drittligisten Kagoshima United FC. Für den Verein absolvierte er 15 Ligaspiele. 2018 wechselte er zum Regionalligisten FC Tiamo Hirakata nach Hirakata. Mit dem Verein spielte er in der Kansai Soccer League. Am Ende der Saison 2020 wurde er mit Tiamo Meister und stieg in die vierte Liga auf.
Am 1. Februar 2022 beendete Niall Killoran seine Karriere als Fußballspieler.

## Erfolge
FC Tiamo Hirakata
- Kansai Soccer League: 2020

## Persönliches
Niall Killoran ist der Sohn einer Japanerin und eines Iren. Er ist der Bruder von Eugene Killoran und der Zwillingsbruder von Colin Killoran.